# Symmorphus parvilineatus
Symmorphus parvilineatus är en stekelart som först beskrevs av Cameron 1904.  Symmorphus parvilineatus ingår i släktet vedgetingar, och familjen Eumenidae. Inga underarter finns listade i Catalogue of Life.